# الكسندر كالدر (سياسي)
الكسندر كالدر هو محامي وسياسي أمريكي، ولد في 1806، وتوفي في 23 أغسطس 1853.